# Haysville (Pensilvânia)
Haysville é um distrito localizado no estado norte-americano da Pensilvânia, no Condado de Allegheny.

## Demografia
Segundo o censo norte-americano de 2000, sua população era de 78 habitantes.
Em 2006, foi estimada uma população de 74, um decréscimo de 4 (-5.1%).

## Geografia
De acordo com o United States Census Bureau, Haysville tem uma área de 0,7 km², dos quais 0,5 km² cobertos por terra e 0,2 km² cobertos por água.

## Localidades na vizinhança
O diagrama seguinte representa as localidades num raio de 4 km ao redor de Haysville.